# Karl von Hymmen
Karl von Hymmen (* 15. Januar 1824 in Düsseldorf; † 28. März 1897 in Wiesbaden) war ein preußischer Generalleutnant.

## Leben

### Herkunft
Karl war ein Sohn des Herrn auf Haus Hain Franz von Hymmen (1788–1857) und dessen Ehefrau Agnes, geborene von Ammon (1791–1856).

### Militärkarriere
Hymmen absolvierte das Gymnasium in Düsseldorf und besuchte anschließend das Berliner Kadettenhaus. Am 21. Januar 1842 wurde er dem 11. Husaren-Regiment der Preußischen Armee überwiesen und erhielt Mitte April 1845 den Charakter als Sekondeleutnant. Das Patent wurde ihm Mitte Juli 1846 verliehen. 1849 nahm Hymmen während des Krieges gegen Dänemark an den Gefechten bei Viuf, Alminde, Vejle und Horsens teil. Nachdem er Anfang Dezember 1850 zum Regimentsadjutanten ernannt worden war, wurde Hymmen Mitte Juli 1856 Premierleutnant und von September 1857 bis Juni 1859 als Eskadronführer zum 11. Landwehr-Husaren-Regiment kommandiert. In dieser Stellung avancierte er Anfang Dezember 1858 zum Rittmeister. Während der Mobilmachung anlässlich des Sardinischen Krieges war Hymmen Adjutant der 7. Kavallerie-Division und fungierte von Ende August 1859 bis Ende September 1860 als Führer der Ersatz-Eskadron seines Regiments. Nach einer Verwendung als Eskadronchef wurde Hymmen am 9. Januar 1864 in das Magdeburgische Husaren-Regiment Nr. 10 versetzt und als Adjutant beim Generalkommando des VII. Armee-Korps kommandiert. Mit der Ernennung zum Chef der 3. Eskadron in Aschersleben kehrte er Mitte Oktober 1864 in den Truppendienst zurück und stieg Mitte Mai 1866 zum Major auf. Hymmen führte seine Eskadron im folgenden Krieg gegen Österreich vornehmlich bei der Avantgarde und nahm an den Kämpfen bei Münchengrätz, Königgrätz und Preßburg teil. Bei Blumenau ritt er eine Attacke auf eine feindliche Ulaneneskadron, wurde dabei durch einen Säbelhieb im Gesicht verwundet und verblieb stark blutend bei seiner Truppe. Für sein Wirken erhielt Hymmen nach dem Friedensschluss auf Vorschlag seines Kommandierenden Generals von Fransecky den Orden Pour le Mérite und wurde Ende Oktober 1866 als etatsmäßiger Stabsoffizier in das Garde-Husaren-Regiment versetzt. Am 6. März 1868 ernannte ihn König Wilhelm I. zu seinem Flügeladjutanten. In dieser Eigenschaft avancierte er Ende März 1868 zum Oberstleutnant und wurde am 28. Juli 1868 unter Belassung in seiner Stellung als Flügeladjutant Kommandeur des Garde-Husaren-Regiments.
Dieses Regiment führte Hymmen im Krieg gegen Frankreich 1870/71 bei Gravelotte, Beaumont, Sedan, Bapaume und Saint-Quentin sowie vor Paris und Péronne. Ausgezeichnet mit beiden Klassen des Eisernen Kreuzes avancierte er nach dem Friedensschluss Mitte August 1871 zum Oberst. Hymmen erhielt Ende März 1873 das Ritterkreuz des Königlichen Hausordens von Hohenzollern, wurde Mitte Juni 1874 zur Vertretung des Kommandeurs der 6. Kavallerie-Brigade kommandiert und am 15. August 1874 unter Stellung à la suite seines Regiments zum Kommandeur der Brigade in Brandenburg an der Havel ernannt. Zum Jahresbeginn 1876 würdigte ihn der Kaiser durch die Verleihung des Roten Adlerordens II. Klasse mit Eichenlaub, bevor er am 22. März 1876 mit der Beförderung zum Generalmajor von seiner Stellung als Flügeladjutant entbunden wurde. Im Sommer desselben Jahres erkrankte Hymmen nach Beendigung der Brigadeübungen an einer schweren Venenentzündung des linken Fußes. Da nach längeren Kuraufenthalten keine vollständige Gesundung eintrat, reichte er seinen Abschied ein und wurde am 12. November 1878 mit Pension zur Disposition gestellt.
Nach seiner Verabschiedung erhielt Hymmen am 29. Juni 1883 den Charakter als Generalleutnant und Kaiser Wilhelm II. verlieh ihm am 18. August 1895 aus Anlass des 25. Jahrestages der Schlacht bei Gravelotte den Kronenorden I. Klasse.

### Familie
Hymmen hatte sich am 10. August 1852 in Hamburg mit Eleonore Lorck (1831–1918) verheiratet. Aus der Ehe ging die Tochter Sigrid (* 1853), die 1873 Hilmar von Münchhausen († 1893) heiratete, sowie der Sohn Albert (1856–1861) hervor.